# П'ятихатки (Кременчуцький район)
П'ятиха́тки — село в Україні, в Омельницькій сільській громаді Кременчуцького району Полтавської області. Населення становить 431 особа.

## Географія
Село П'ятихатки знаходиться на відстані 1,5 км від села Рокитне та за 3 км від міста Кременчук.

## Екологія
- За 1,5 км від села знаходиться Кременчуцький нафтопереробний завод.

## Галерея

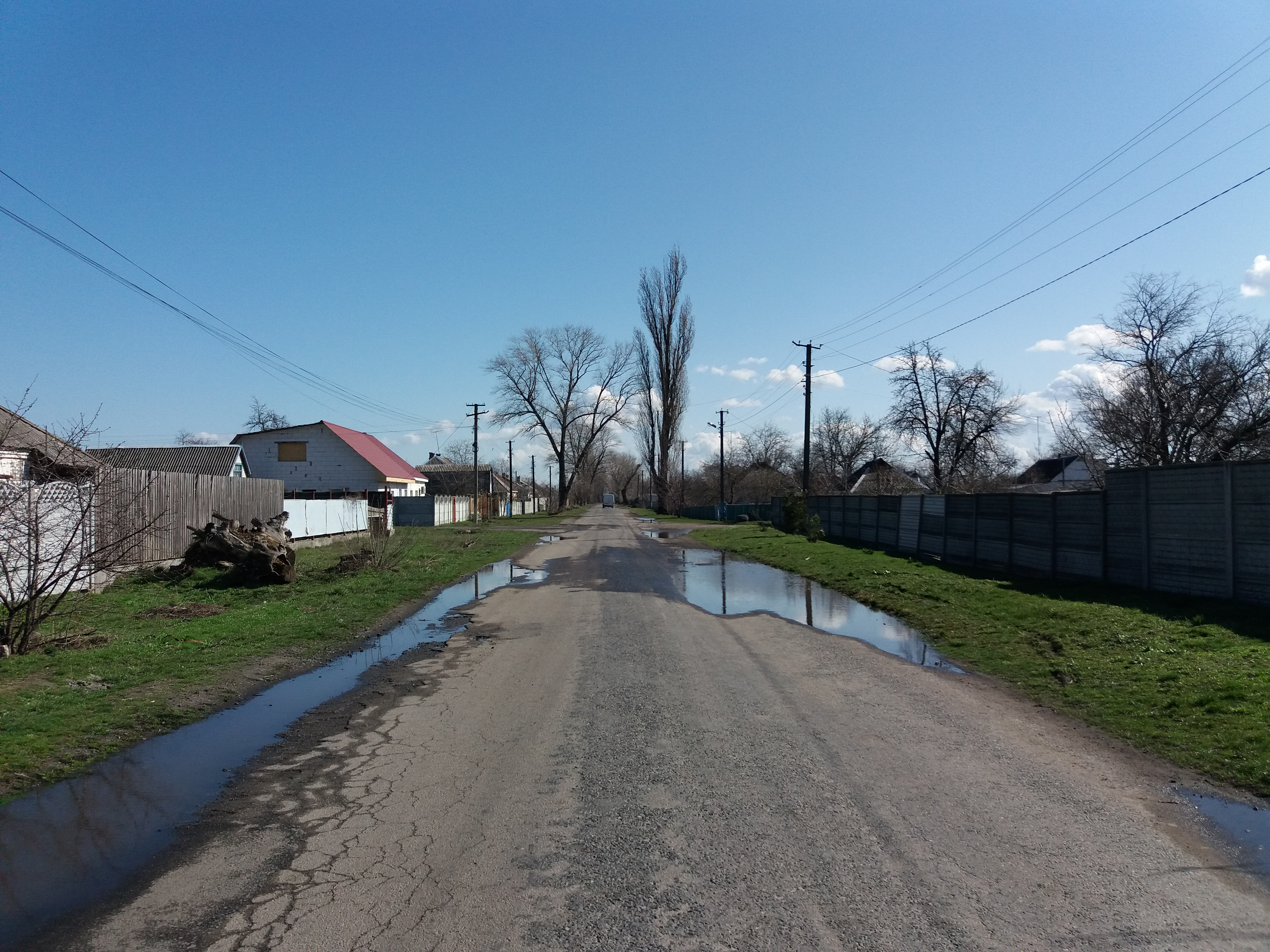
Центральна вулиця
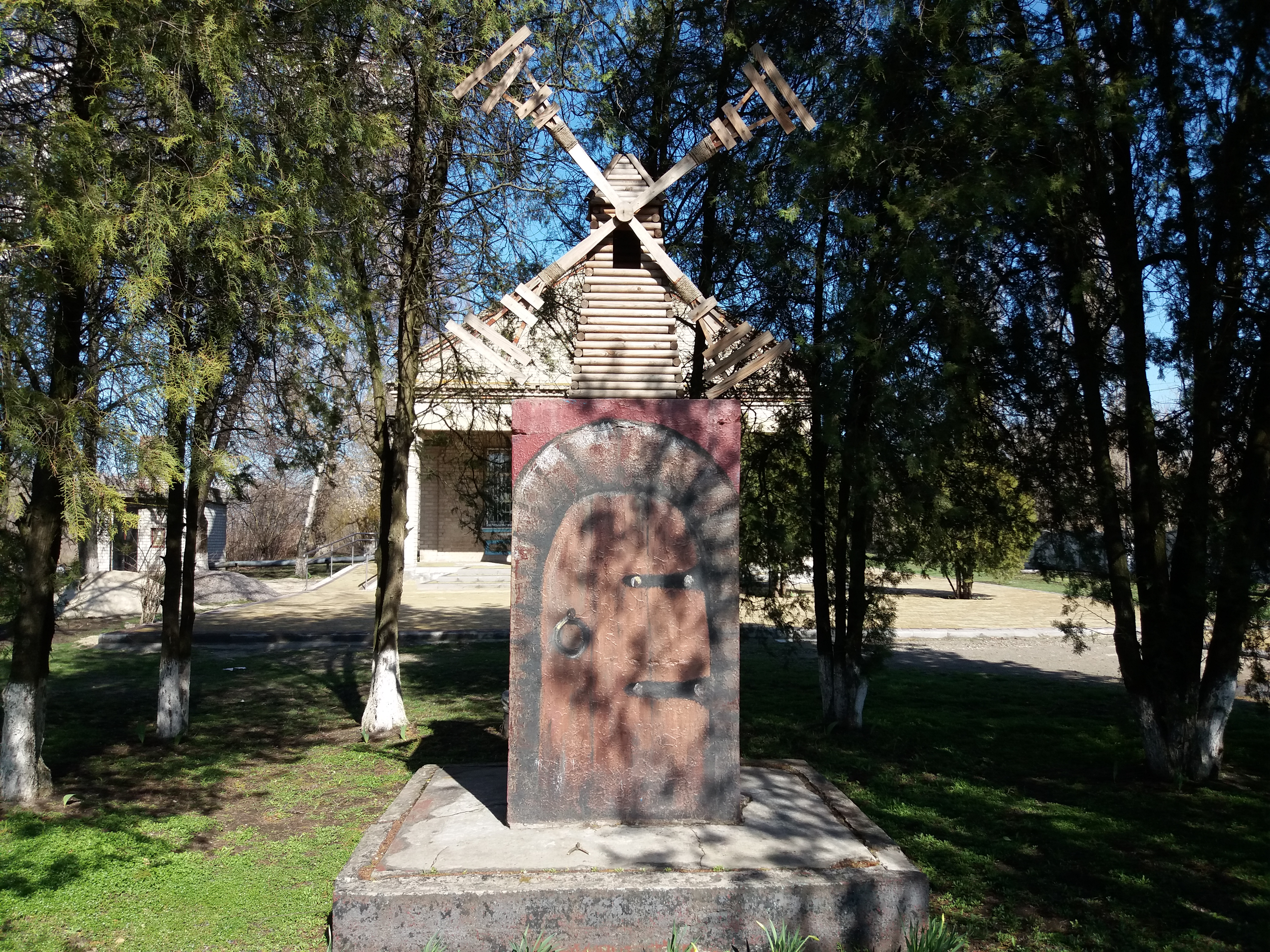
Вітрячок на постаменті біля будинку культури
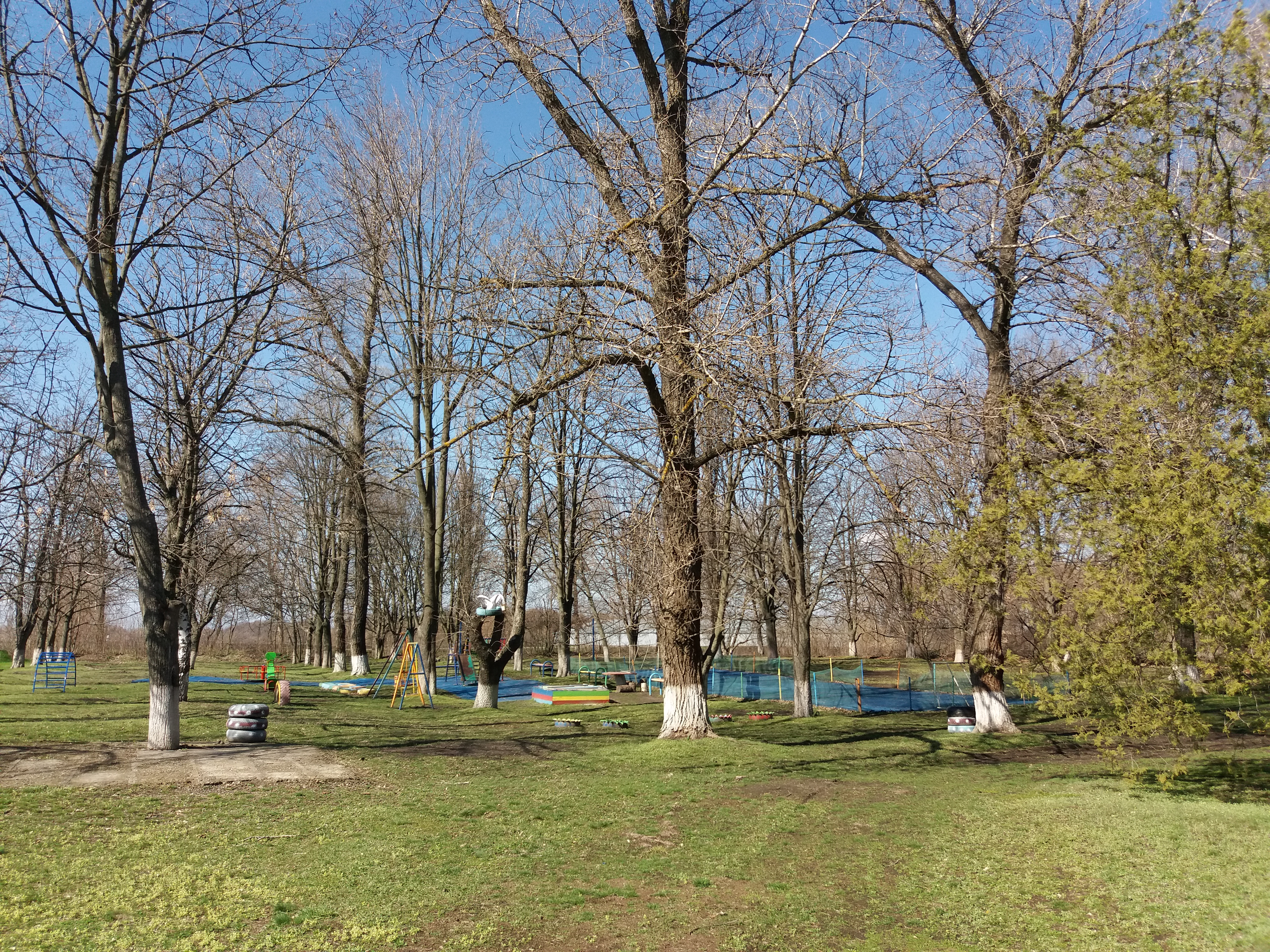
Сквер біля будинку культури